# Association du réseau des Carif-Oref
L'association du réseau des Carif-Oref (ou RCO ou encore Intercarif) est une association française créée le 15 décembre 2011 regroupant l'ensemble des Carif-Oref (Centre animation ressources d'information sur la formation/Observatoire régional emploi formation).